# Tokaj-hegyaljai történelmi borvidék kultúrtáj

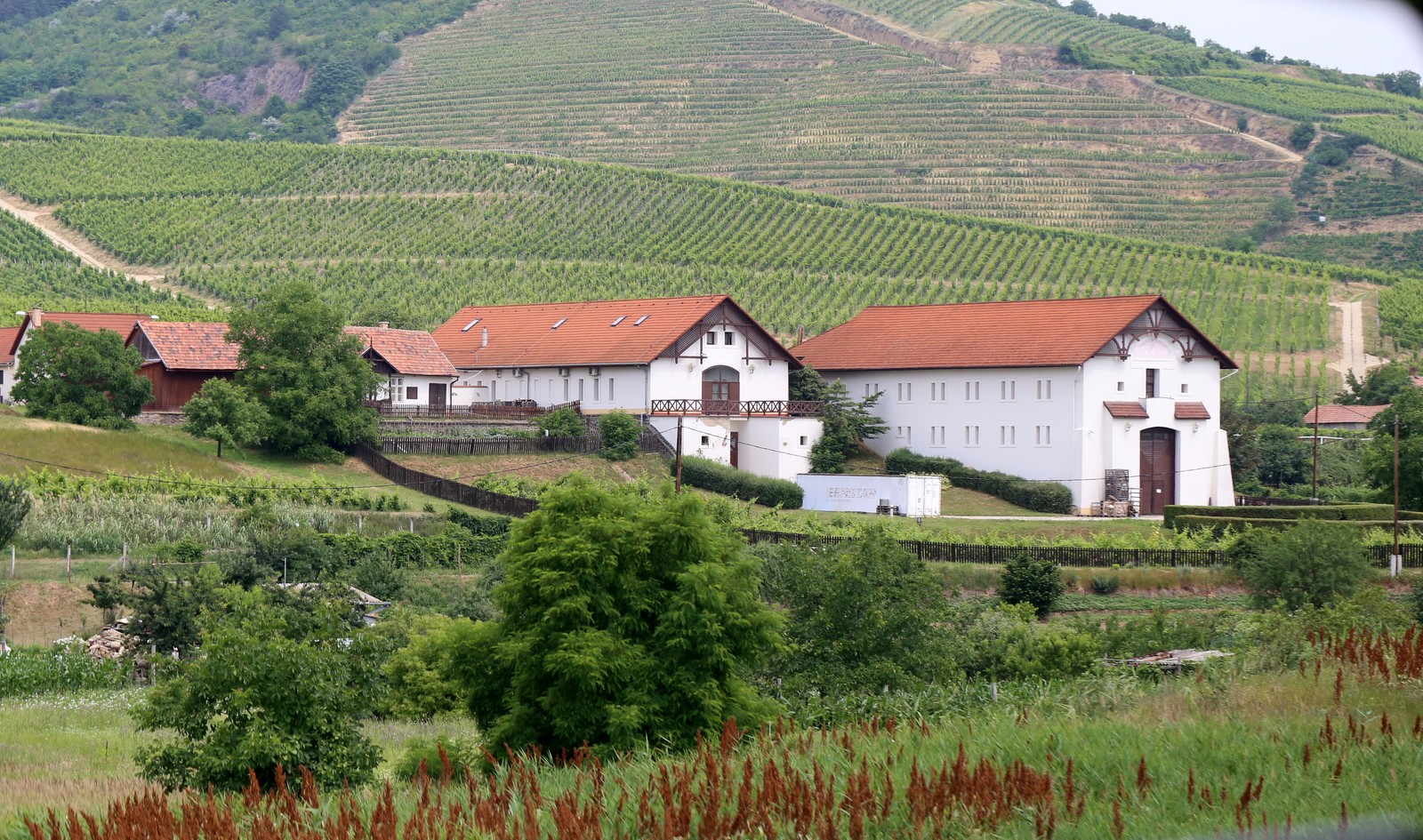
A tokaji Hétszőlő birtok

A Tokaj-hegyaljai történelmi borvidék kultúrtáj a világörökségi listára 2002-ben felvett magyarországi világörökségi terület.

## Előzmények
Az UNESCO 1972-ben elfogadott világörökségi egyezményének célja az emberiség kiemelkedő értékkel bíró kulturális és természeti örökségének megőrzése. Az egyezményhez csatlakozó állam egyebek között kötelezettséget vállal arra, hogy a területén fekvő világörökségi helyszíneket óvja és megőrzi a későbbi generációk számára is.
A Magyarországon az 1985. évi 21. törvényerejű rendelettel kihirdetett világörökségi egyezménnyel összhangban a világörökségről szóló 2011. évi LXXVII. törvény szabályozza a világörökségre vonatkozó nemzeti szabályozást.
Az UNESCO Világörökség Bizottsága a Tokaj-hegyaljai történelmi borvidék kultúrtájat a hozzá benyújtott felterjesztési dokumentáció alapján a 2002. június 24-29. között, Budapesten tartott 26. ülésszakán 26 COM 23.13 számú határozatával, "Tokaji borvidék kultúrtáj, Magyarország" ("Tokaji Wine Region Cultural Landscape, Hungary") megnevezéssel vette fel a Tokaji borvidék 27 település területét magába foglaló világörökségi területet a világörökség listára.
E megnevezést a Világörökség Bizottság 27 COM 8C.1 számú határozatával 2003-ban megváltoztatta "Tokaj történelmi borvidék kultúrtáj"-ra ("Tokaj Wine Region Historic Cultural Landscape"), amelyet a világörökségről szóló 2011. évi LXXVII. törvény Tokaj-hegyaljai történelmi borvidék kultúrtáj megnevezésként honosított.

## Leírása
A világörökségi terület a "magterülete" 9 települést (Bodrogkeresztúr, Bodrogkisfalud, Mád, Mezőzombor, Rátka, Szegi, Tállya, Tarcal, Tokaj), a teljes világörökségi terület (védőövezettel együtt) 6 világörökségi objektumot (Ungvári pincék (Sátoraljaújhely), Rákóczi pince (Sárospatak), Gombos-hegyi pincesor (Hercegkút), Kőporosi pincesor (Hercegkút), Oremus pincék (Tolcsva), Tolcsvai Bormúzeum pincéi (Tolcsva)) és összesen 27 települést foglal magába, ezt a területet hívják Tokaj-Hegyaljának, vagy Hegyaljának.

## Kezelése
A világörökségi területen a kiemelkedő egyetemes értékek megőrzése, fenntartása és védelme a Világörökségi Gondnokság feladata.
A Tokaj- hegyalja Történelmi Borvidék Kultúrtáj világörökségi terület világörökségi gondnoksági feladatai ellátására a Miniszterelnökséget vezető miniszter a Tokaj Borvidék Fejlődéséért Nonprofit Kft.-t, a Tokaj Borvidék Fejlesztési Tanács munkaszervezetét jelölte ki.
A terület kezelésére a törvény alapján Kezelési terv került kidolgozásra.

## Határon átnyúló probléma
Bár a Világörökség Bizottság eredeti világörökség listára felvételről döntő határozata egyértelműen magyar világörökségi területről szól, a zárt borvidék egy kis része a Trianoni békeszerződés következtében szlovákiai területre került. Erre való hivatkozással a szlovákiai termelők is jogot formálnak a Tokaj név használatára. A Világörökség Bizottság erről külön határozatban, a 26 COM 23.14 számú határozatában rendelkezett, ajánlást téve a két államnak a határon átnyúló borvidékkel kapcsolatos együttműködésre.